# 土屋正勝 (武士)
土屋 正勝（つちや まさよし）は、江戸時代中期の武士。土屋讃岐守家。

## 生涯
土屋正克の長男。宝永6年（1627年）4月6日江戸幕府5代将軍・徳川綱吉の書院番の番士として列する。
享保6年（1721年）2月13日、父に先立ち36歳にて没する。